# Simon Meister

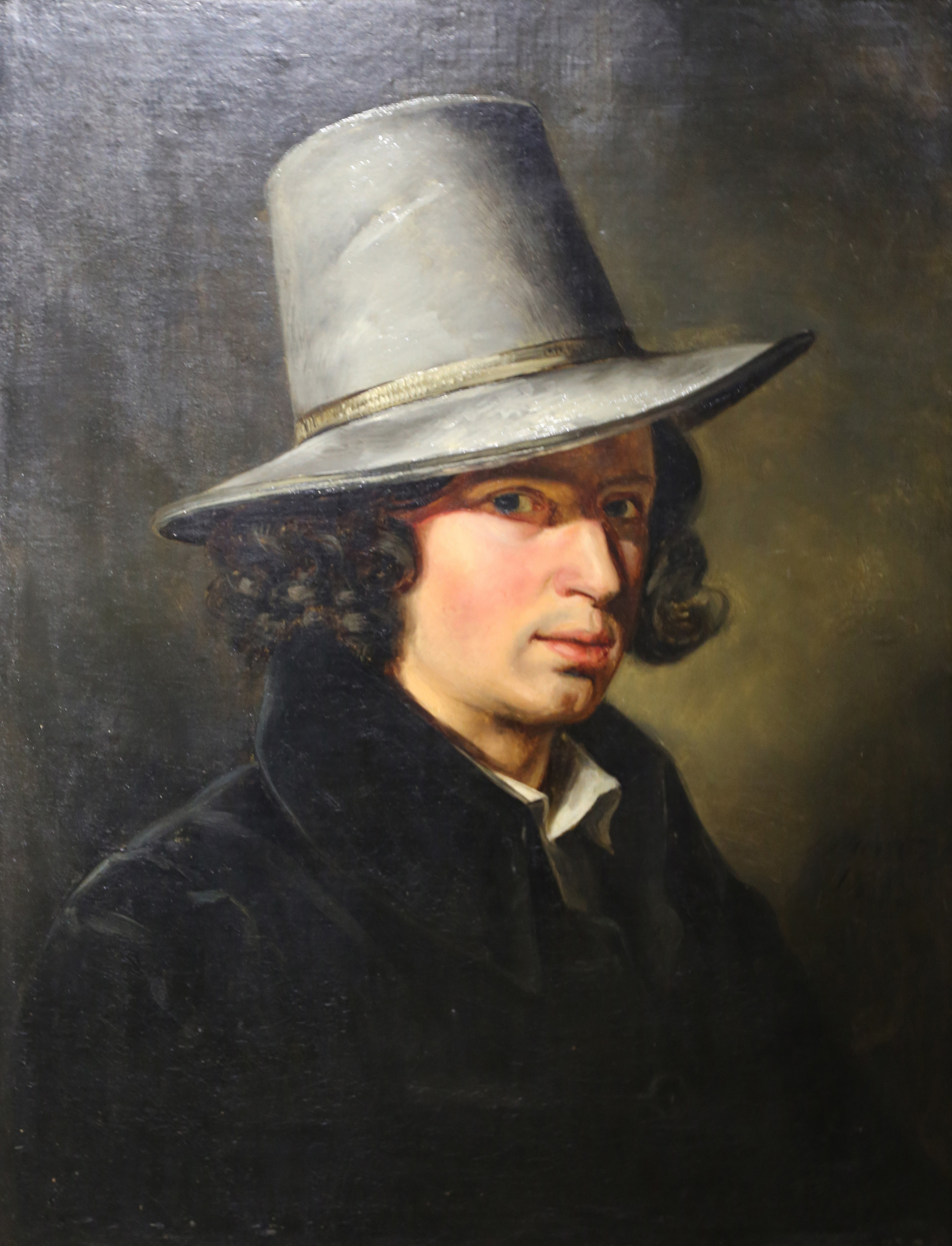
Selbstbildnis mit Hut (1832)

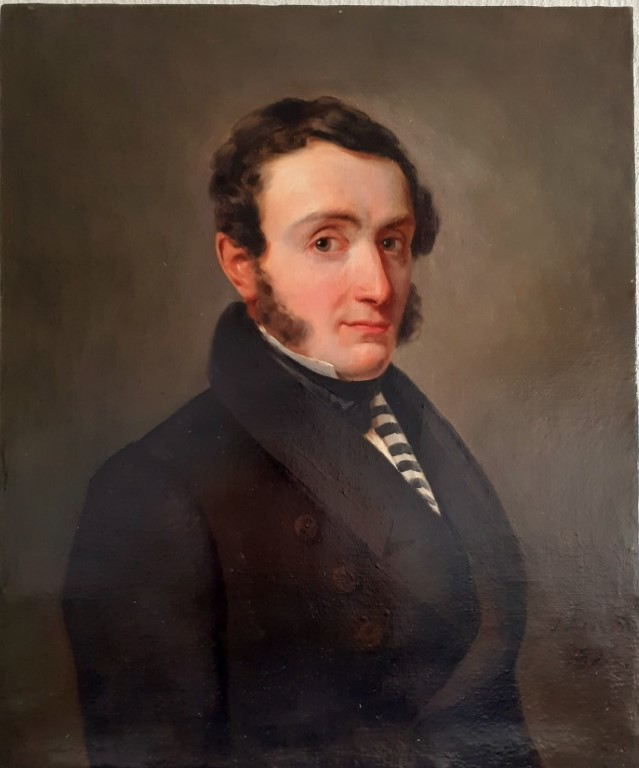
Anonyme, France (1825)

Simon Meister (* 20. Dezember 1796 in Koblenz; † 29. Februar 1844 in Köln) war ein deutscher Maler.

## Leben
Simon Meister wurde 1796 in Koblenz als Sohn eines Sattlers geboren. Möglicherweise erlernte er das väterliche Handwerk und erhielt ersten privaten Zeichenunterricht in seiner Heimatstadt, bevor er nach Paris ging. Dort studierte er Malerei bei Horace Vernet. Nachdem ein Stipendium des preußischen Königs Friedrich Wilhelm III. ausgelaufen war, kehrte Meister 1828 nach Koblenz zurück, wo er heiratete.
In diesen Jahren entstanden vor allem Porträts Koblenzer Bürger. Meisters Versuche, Aufträge des preußischen Königs zu erhalten, waren trotz Unterstützung durch Alexander von Humboldt nur teilweise erfolgreich, seine Bemühungen um die Anstellung an einer Akademie schlugen fehl.

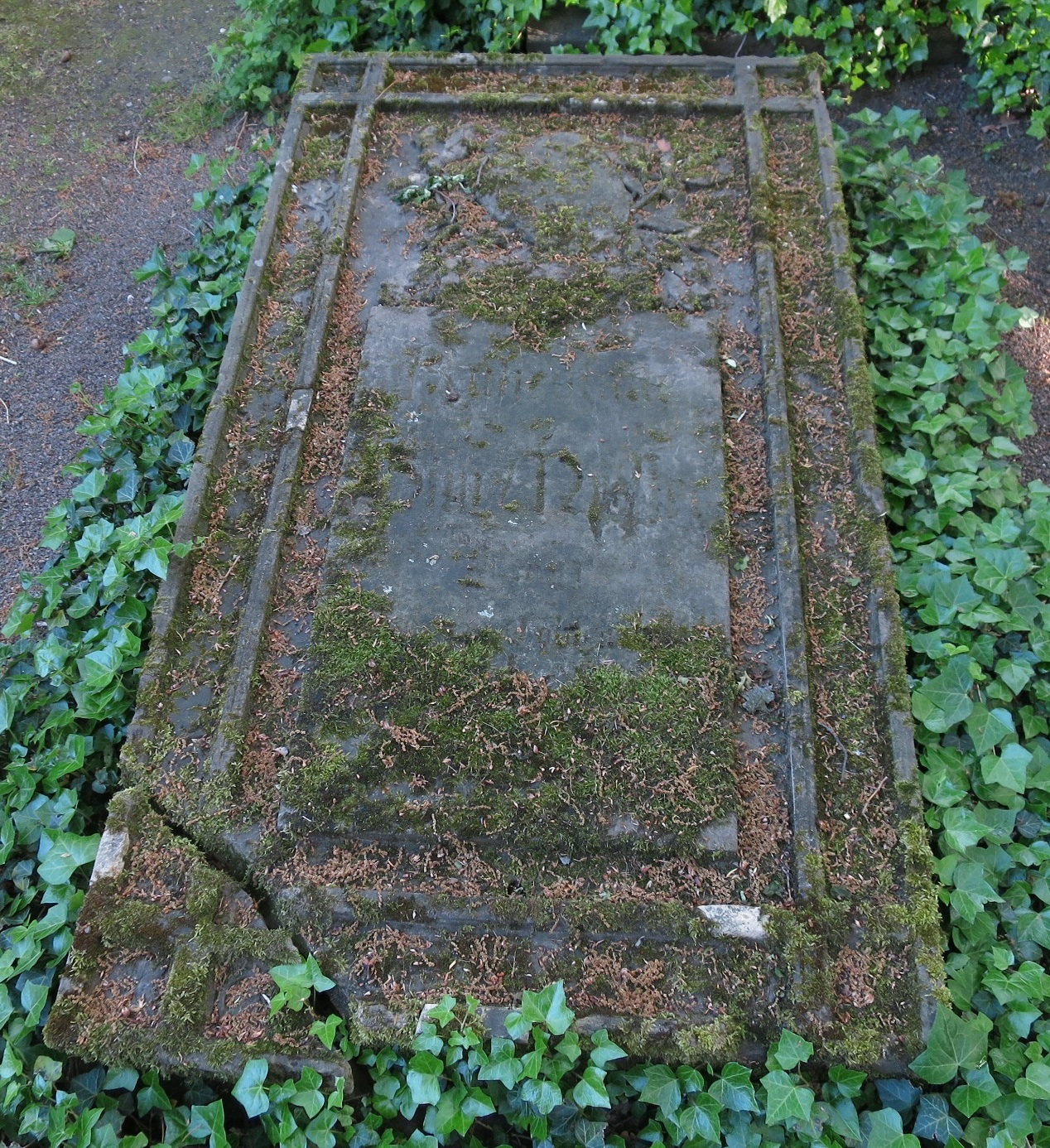
Grabplatte auf dem Kölner Friedhof Melaten

Um 1833 zog er mit seiner Familie nach Köln, wo er 1844 starb. Zeitgenossen deuteten an, dass er in den letzten Jahren seines Lebens ein Alkoholproblem hatte. In der Todesanzeige für ihn wird eine Unterleibsentzündung als Todesursache angegeben.
Meisters Sujets waren Porträts, Schlachtenszenen und Tierkämpfe. Religiöse Themen spielten in seinem Werk offenbar keine nennenswerte Rolle, kulturgeschichtlich bedeutend sind seine Darstellungen des Kölner Karnevals. Ein kommerzielles Unternehmen war das gemeinsam mit seinem Bruder gemalte Panorama mit dem Übergang der französischen Truppen über den Rhein 1797, das in Köln gegen Eintritt zugänglich war. Es sollte später angeblich nach Paris gebracht werden, wozu es durch den Tod Meisters aber nicht mehr kam. Zahlreiche Bilder Meisters wurden auch als Lithographien vervielfältigt. Er gilt als einer der bedeutendsten rheinischen Maler der Biedermeierzeit.
Seine Grabstätte befindet sich auf dem Kölner Melaten-Friedhof (Lit. J, zwischen Lit.A+B).

## Familie
Simon Meisters Halbbruder Nikolas Meister und sein Sohn Ernst Meister waren ebenfalls Maler.

## Werke (Auswahl)

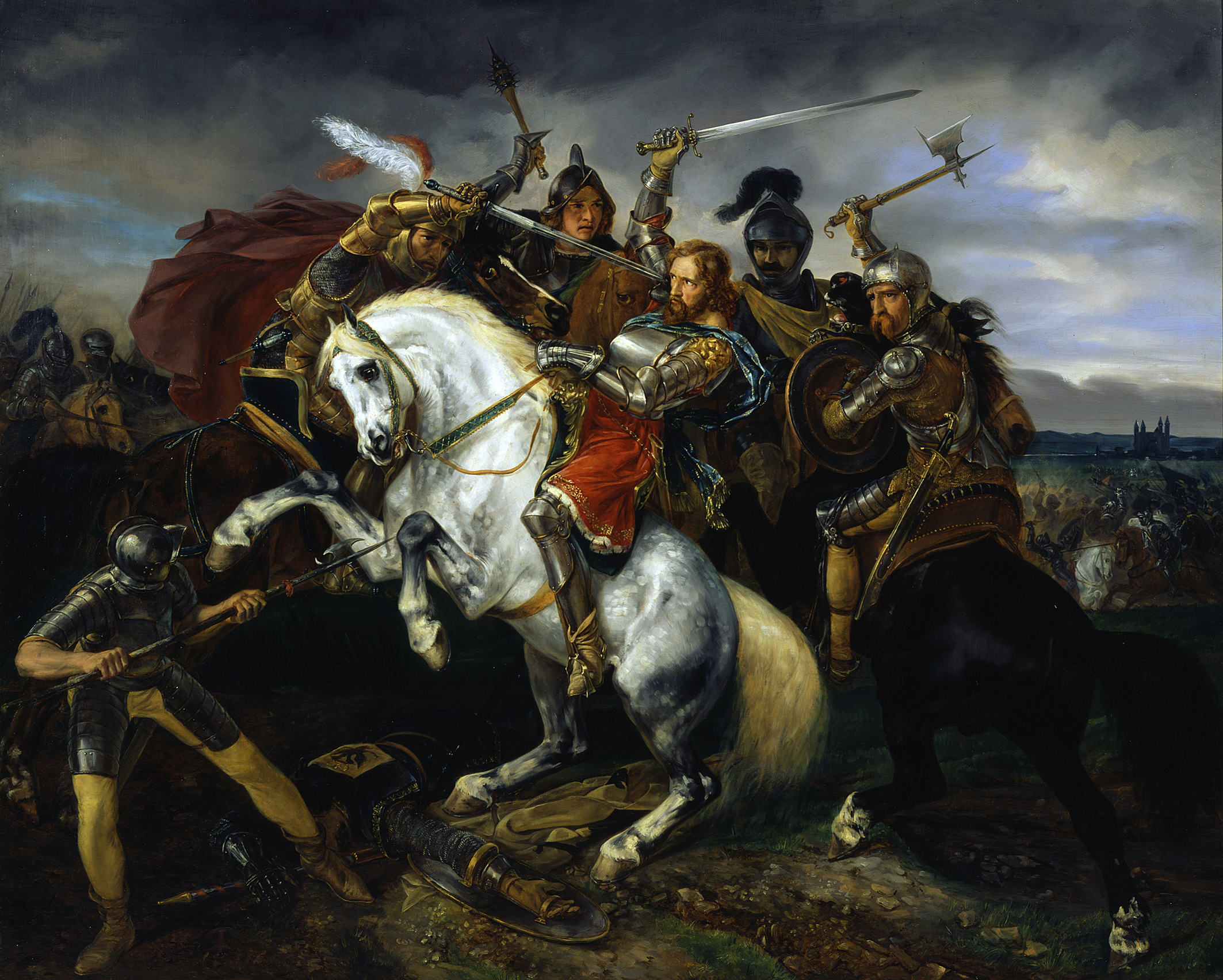
Tod Adolfs von Nassau in der Schlacht von Göllheim, 1829

Napoleon zu Pferde, 1832

- Jagdhund mit Stöckchen im Maul, 1825[3]
- Reiterbildnis von Napoleon Bonaparte, 1826[4]
- Selbstbildnis von 1827 im Wallraf-Richartz-Museum & Fondation Corboud
- Porträt Carl Friedrich Wolf Feuerstein (1828).
- Tod Adolfs von Nassau in der Schlacht von Göllheim, 1829
- Die Familie Tillmann, 1832[5]
- Napoleon zu Pferde, 1832, Stadtmuseum Simeonstift Trier
- Selbstbildnis mit seinem Bruder Nikolaus, (1833–1834)
- Rosenmontagszug auf dem Neumarkt, 1836
- Porträt des Parfümfabrikanten Johann Baptist Farina, 1837
- Porträt des Komponisten Ludwig Spohr
- Der Rheinübergang der Franzosen bei Neuwied (1797) aus dem Jahr 1841 (gemeinsam mit Nikolas Meister)
- Die Schlacht bei Kulm
- Die Ansicht der Burg Stolzenfels bei Sonnenuntergang
- Das Reiterbildniß des Kronprinzen von Preußen, wie er 1834 in Begleitung zweier Generäle von einer in der Nähe von Köln abgehaltenen Parade zurückkehrt
- Löwenkampf.[1]
- Porträt des Architekten Johann Claudius von Lassaulx

## Wirkungsgeschichte
Von Franz Kellerhoven stammt eine Lithographie nach dem Selbstbildnis des Malers Simon Meister.
Zu Meisters Schülern zählt Wilhelm Kleinenbroich.
Der Schriftsteller Otto Brües verarbeitete die Lebensgeschichte Meisters in dem 1949 erschienenen Roman Simon im Glück.
In Köln-Nippes ist eine Straße nach ihm benannt.